# Xã Scandinavia, Quận Deuel, Nam Dakota
Xã Scandinavia (tiếng Anh: Scandinavia Township) là một xã thuộc quận Deuel, tiểu bang Nam Dakota, Hoa Kỳ. Năm 2010, dân số của xã này là 208 người.